# Arak (grad)
Arak (perz. اراک; ranije poznat kao Sultanabad) je grad u Iranu i sjedište pokrajine Markazi. Izgrađen je na ruševinama gradića Daskeraha koji je uništen tijekom mongolske invazije u 13. stoljeću, a njegova povijest u današnjem kontekstu započinje tijekom kadžarskog razdoblja odnosno između 1795. i 1852. godine kada je izgrađena većina očuvane povijesne infrastrukture grada. Danas je grad jednim od središta iranskog nuklearnog programa i u njemu se nalazi reaktor teške vode IR-40. Prema popisu stanovništva iz 2006. godine u Araku je živjelo 446.760 ljudi.

## Poveznice
- Zračna luka Arak

## Vanjske poveznice
- (perz.) Službene stranice grada Araka  Arhivirana inačica izvorne stranice od 18. kolovoza 2011. (Wayback Machine)

Ostali projekti
|  | Zajednički poslužitelj ima još gradiva o temi Arak |